# Romántico desliz
Romántico desliz es el sexto álbum de estudio como solista del cantautor mexicano Aleks Syntek y el décimo en su carrera, publicado por la compañía discográfica Columbia Records.
El álbum se caracteriza por el clásico estilo musical de Syntek, entre pop, pop rock y balada romántica. De este álbum, se desprenden cinco sencillos: «Corazones invencibles», «Tu recuerdo divino», «Este amor que pudo ser», «Tan cerquita» y «El email».
«Corazones invencibles» es una de las canciones que se utilizó para la banda sonora de la telenovela mexicana Lo que la vida me robó, mientras que «Tu recuerdo divino» es la más popular del álbum, debido a la segunda versión que fue con la participación de Los Ángeles Azules.

## Lista de canciones
| N.º | Título                                               | Duración |  |
| 1.  | «Tan cerquita»                                       | 3:46     |  |
| 2.  | «Corazones invencibles»                              | 3:37     |  |
| 3.  | «El correo electrónico»                              | 3:38     |  |
| 4.  | «3 veces locura»                                     | 3:29     |  |
| 5.  | «Este amor que pudo ser»                             | 3:46     |  |
| 6.  | «Te amaré»                                           | 3:45     |  |
| 7.  | «Multiplicando»                                      | 4:02     |  |
| 8.  | «No te vayas con él»                                 | 3:39     |  |
| 9.  | «Enamorado de ti para siempre»                       | 3:45     |  |
| 10. | «1000 suspiros en mundos raros»                      | 3:32     |  |
| 11. | «Tu recuerdo divino» (con Los Ángeles Azules)        | 4:09     |  |
| 12. | «Y la vida va»                                       | 4:00     |  |
| 13. | «Tu recuerdo divino» (Versión Acaramelada)           | 3:52     |  |
| 14. | «Enamorado de ti para siempre» (con Cristian Castro) | 3:44     |  |
| 15. | «Tan cerquita» (con Cristian Castro)                 | 3:45     |  |
| 16. | «No te vayas con él» (Segunda parte con Yuri)        | 3:17     |  |
| 17. | «Tu recuerdo divino» (Remix)                         | 3:27     |  |